# Deleornis axillaris
Deleornis axillaris là một loài chim trong họ Nectariniidae.